# Araria
Araria es una ciudad y una corporación municipal, sede del distrito de Araria en el estado de Bihar de la India.
Araria está situado al norte de Purnia y de Madhepura, se encuentra muy cercana a la frontera con Nepal (al norte), Kishanganj en el lado oriental y Supaul en el lado suroeste, su altitud es de 47 m s. n. m.